# Деспина дупка
Деспина дупка (на гръцки: Τρύπα της Δέσπως) е пещера край сятищкото село Палеокастро, Гърция, област Централна Македония.

## Местоположение
Пещерата е разположена на 1,5 km от Палеокастро в планината Червена гора (Вуринос).

## Описание
Пещерата има заострена конфигурация и големи размери на входа с размери 2,9 m × 2,5 m. На запад от него се намира основната зала на пещерата. В пещерата са извършвани много иманярски разкопки.